# Záhony (distrikt)
Záhony är ett distrikt i Ungern. Det ligger i provinsen Szabolcs-Szatmár-Bereg, i den nordöstra delen av landet, 250 km öster om huvudstaden Budapest.